# Битка при Анхиало (763)
Вижте пояснителната страница за други значения на Битка при Анхиало.
Битката при Анхиало на 30 юни 763 г. е една от най-големите победи на византийския император Константин V в походите му срещу българите.

## Предистория
Разгромът във Верегавския проход през 759 г. отказва Константин V от настъпателни действия против българите. В самата България след битката при Верегава избухват междуособици, които завършват с победа на боилите от рода Угаин над управлявалия дотогава род Вокил. Въпреки успеха си над византийците, кан Винех е убит, а на негово място се възкачва Телец от Угаин.
Новият владетел предприема опустошителни нападения в Тракия. Това принуждава византийския император да предприеме поход срещу българите. През юни 763 г. византийските войски начело с Константин V настъпват по суша до Анхиало, в непосредствена близост до Стара планина и българските граници. Отделна армия от близо 10 000 конници е изпратена срещу България по море с флота от 800 кораба.

## Битката
В очакване на византийската офанзива Телец събира 20 000 бойци от съюзни племена (вероятно славяни) и заема възвишенията около днешния Айтос. По неизвестни причини българският владетел решава да напусне укрепените си позиции и да атакува фронтално византийските войски. Това става на 30 юни 763 г. Разположена между Поморийското езеро и Черно море, византийската армия е защитена от обхождане. На българските конници тя може да противопостави тежковъоръжени копиеносци в сбит строй.
Битката е продължителна и кръвопролитна. Накрая Телец е принуден да се спасява с бягство, губейки много убити и пленени. Византийците също търпят тежки загуби.

## Последици
Непосредствено след победата си Константин V се завръща в Константинопол. Големият брой убити, които дава византийската армия, и фактът, че съюзните на Телец славянски племена удържат защитата на старопланинските проходи, отказват императора от поход във вътрешността на България.
Поражението при Анхиало води до възобновяване на междуособиците в България. Следващия си поход по суша и по море срещу българите Константин V предприема през 765 г., но това начинание се проваля заради буря, която унищожава голяма част от византийската флота.